# Zeboudja
Zeboudja è un comune dell'Algeria, situato nella provincia di Chlef.